# Budești (okręg Buzău)
Budești – wieś w Rumunii, w okręgu Buzău, w gminie Chiliile. W 2011 roku liczyła 37 mieszkańców.